# Signalbuch der Kaiserlichen Marine
Das Signalbuch der Kaiserlichen Marine (SKM) war ein spezielles Codebuch, das die Kaiserliche Marine während des Ersten Weltkriegs zur Geheimhaltung ihrer militärischen Funksprüche verwendete.

## Verfahren
Das SKM war ein einteiliges Codebuch. Im Gegensatz zu den kryptographisch deutlich sichereren zweiteiligen Codebüchern erleichterte dies die Anwendung, da auf diese Weise sowohl Klartextwörter als auch dazugehörige Geheimtexte in nur einer einzigen Liste alphanumerisch sortiert leicht zu finden waren. Wie auch bei anderen umfangreichen Codebüchern üblich, enthielt das SKM viele Zehntausend Einträge. Es heißt, es wären 34.304 gewesen. Das Buch war groß und schwer. Die Abmessungen (L×B×H) betrugen rund 380 mm × 305 mm × 150 mm.
Es gab drei Spalten, überschrieben mit „Zahlensignal“, „Buchstabensignal“ und „Bedeutung“: In der ersten waren fünfstellige Zahlen angegeben (Zahlenchiffre), in der zweiten waren es dreistellige Buchstabenkombinationen (Buchstabenchiffre) und in der dritten Spalte stand der Klartext. Dabei konnte es sich um gewöhnliche Wörter der deutschen Sprache handeln, aber auch um militärische oder nautische Fachausdrücke, Eigennamen oder Ortsnamen. Sogar die 26 Großbuchstaben des lateinischen Alphabets und die Umlaute waren aufgeführt. Damit war es möglich, spezielle Wörter, die im SKM nicht zu finden waren, buchstabenweise zu codieren.
Hier zur Illustration zeigt die folgende Tabelle einen winzigen Ausschnitt des SKM (für weiteren Ausschnitt siehe auch: Weblinks).
```
63940  OAT  Ohnmacht, -ig
63941  OAU  Ohr, Ohren-
63942  OAÜ  Okkupation, Okkupations, -ieren
63943  OAV  Ökonomie, -isch
63944  OAW  Oktant
```

Mithilfe dieser Tabelle war es möglich, zu codieren und zu decodieren. Enthält der als Ziffern- oder Buchstabenfolge empfangene Geheimtext beispielsweise die Zahl „63944“, so war mithilfe des SKM klar, dass dies für „Oktant“ stand. Umgekehrt, beim Verfassen eines Geheimtextes, konnte dieses Wort entweder durch „63944“ oder durch „OAW“ codiert werden.
Die etwas längere Darstellung durch Ziffern erlaubte in einem zweiten Schritt eine Überschlüsselung mithilfe von Zahlentabellen, wohingegen die Darstellung als dreistellige Buchstabengruppe die schnellere Übermittlung beispielsweise mithilfe des Flaggenalphabets erleichterte.

## Geschichte

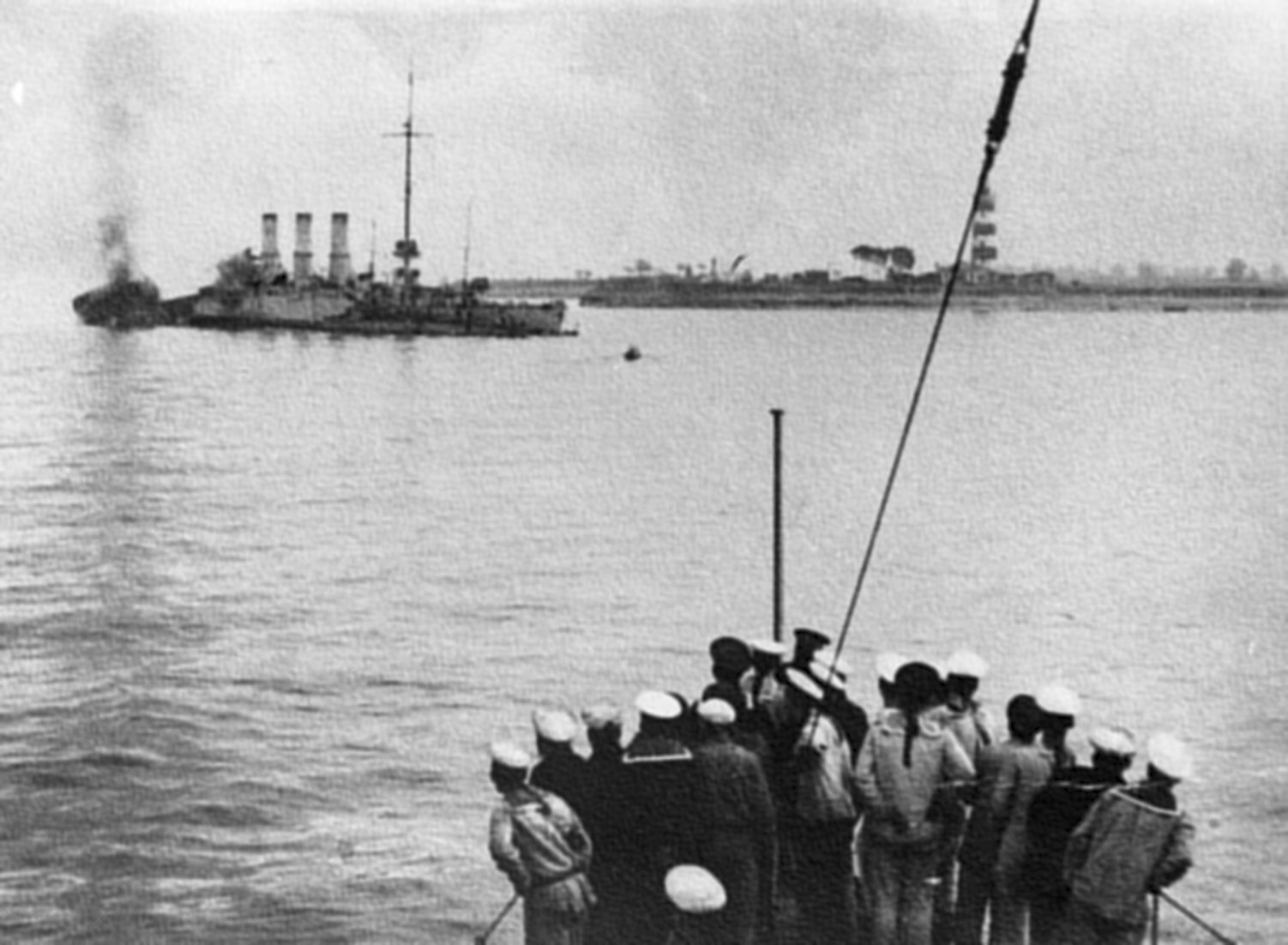
Die gestrandete Magdeburg

Unmittelbar nach Beginn des Krieges, noch im August 1914, lief die Magdeburg, ein Kleiner Kreuzer der Kaiserlichen Marine, in der Ostsee nahe der Insel Odensholm, vor der estnischen Nordküste, auf Grund (Bild). Alle Versuche, das Schiff wieder flott zu bekommen, scheiterten. Als sich russische Kriegsschiffe näherten, sprengte die Besatzung ihr eigenes Schiff.
Die Magdeburg hatte drei Exemplare des SKM an Bord. Eins davon war, mit Blei beschwert, ins Wasser geworfen worden. Russische Taucher fanden es später und konnten es bergen. Zwei weitere Exemplare wurden an Bord entdeckt. Die Russen boten eins der Signalbücher ihren britischen Verbündeten an, die es am 13. Oktober 1914 dankbar annahmen. Es erwies sich in der Folge als ein äußerst wertvolles Geschenk, denn es gelang den Briten, durch ihren neu gegründeten Marinenachrichtendienst Room 40 und mithilfe des SKM, die Entzifferung aller deutschen Marinefunksprüche, was sich für die Royal Navy als enormer strategischer und taktischer Vorteil im Seekrieg erwies. Auch die berühmte Zimmermann-Depesche, die letztendlich kriegsentscheidend zum Eintritt der Vereinigten Staaten in den Weltkrieg führte, konnte dort entziffert werden.